# Unione montana del Baldo-Garda
L'unione montana del Baldo-Garda è un'unione montana (già comunità montana) veneta della Provincia di Verona composta da 9 comuni:
- Brentino Belluno
- Brenzone sul Garda
- Caprino Veronese
- Costermano
- Ferrara di Monte Baldo
- Malcesine
- Rivoli Veronese
- San Zeno di Montagna
- Torri del Benaco